# Akialoa de Hawaii
L'akialoa de Hawaii (Akialoa obscura) és un ocell extint de la família dels fringíl·lids Fringillidae, endèmic de Hawaii. Modernament el Congrés Ornitològic Internacional l'ha inclòs temptativament al gènere Akialoa arran el treball de Pratt 2005. però ha estat normalment ubicat al gènere Hemignathus.

## Descripció
Era un ocell que feia 16 - 19 cm de llargària, amb plomatge verd oliva per sobre i ventre groguenc. Bec llarg i corbat cap a baix de color gris.

## Alimentació
Es considera que espigolaven els arbres a la recerca d'insectes amb un bec dissenyat per aquesta funció. També s'alimentava del nèctar d'algunes flors.

## Hàbitat i distribució
Habitava el bosc humit de l'illa de Hawaii. Degut a la pèrdua d'hàbitat les poblacions d'aquest ocell van minvar ràpidament des de principis del segle xx, amb una última cita, i poc consistent, en 1940.